# Arnold Bürkli

Arnold Bürkli (um 1870)

Arnold Bürkli (* 2. Februar 1833 in Zürich; † 6. Mai 1894 ebenda) war ein Schweizer Bauingenieur und Politiker.

## Familie
Arnold Bürklis Vater Georg Konrad Bürkli (1787–1873) war ab 1856 Geschäftsführer der gleichnamigen, familiengeführten Seidenhandlung in Zürich und zuvor bereits von 1821 für zehn Jahre Mitglied des Stadtrats und zusätzlich ab 1823 bis 1831 Mitglied des Kantonsrats, anschliessend Stadtpräsident von Zürich. Politische Veränderungen veranlassten ihn, nach einer Wahlperiode das Amt niederzulegen. Arnolds Mutter war Anna Dorothea Escher, zweitälteste Tochter von Hans Conrad Escher von der Linth.
1865 heiratete Bürkli Berta, Tochter von Adrian Ziegler (* 1786), von Beruf Spitalpfleger, Buchhändler und später Mitinhaber von Orell Füssli.

## Biografie
Bürkli war zunächst von 1850 bis 1853 als Ingenieurgehilfe beim Strassen- und Wasserbauwesen in Zürich tätig. Beim Bau der Nordostbahn fungierte er zwei Jahre lang als Ingenieur. Noch einmal bildete er sich als Student an der Berliner Bauakademie und durch Studienreisen durch Belgien, England und Frankreich weiter. 1858 kehrte er in die Schweiz zurück und arbeitete zuerst als Ingenieur bei den Vereinigten Schweizerbahnen und später an der Seite von Alfred Escher als Stadtingenieur von Zürich, wo er verantwortlich war für die Neugestaltung der Stadt. Nach seinem Projekt und unter seiner Leitung entstanden die Bahnhofbrücke (1861–1863) und die Bahnhofstrasse (ab 1864) sowie verschiedene Stadtquartiere:
- Stadelhofer- (ab 1862),
- Bahnhof- (ab 1864),
- Industrie- (1873),
- Zähringer- (ab 1876) und
- Fraumünsterquartier, ehemals Kratzquartier (ab 1877).

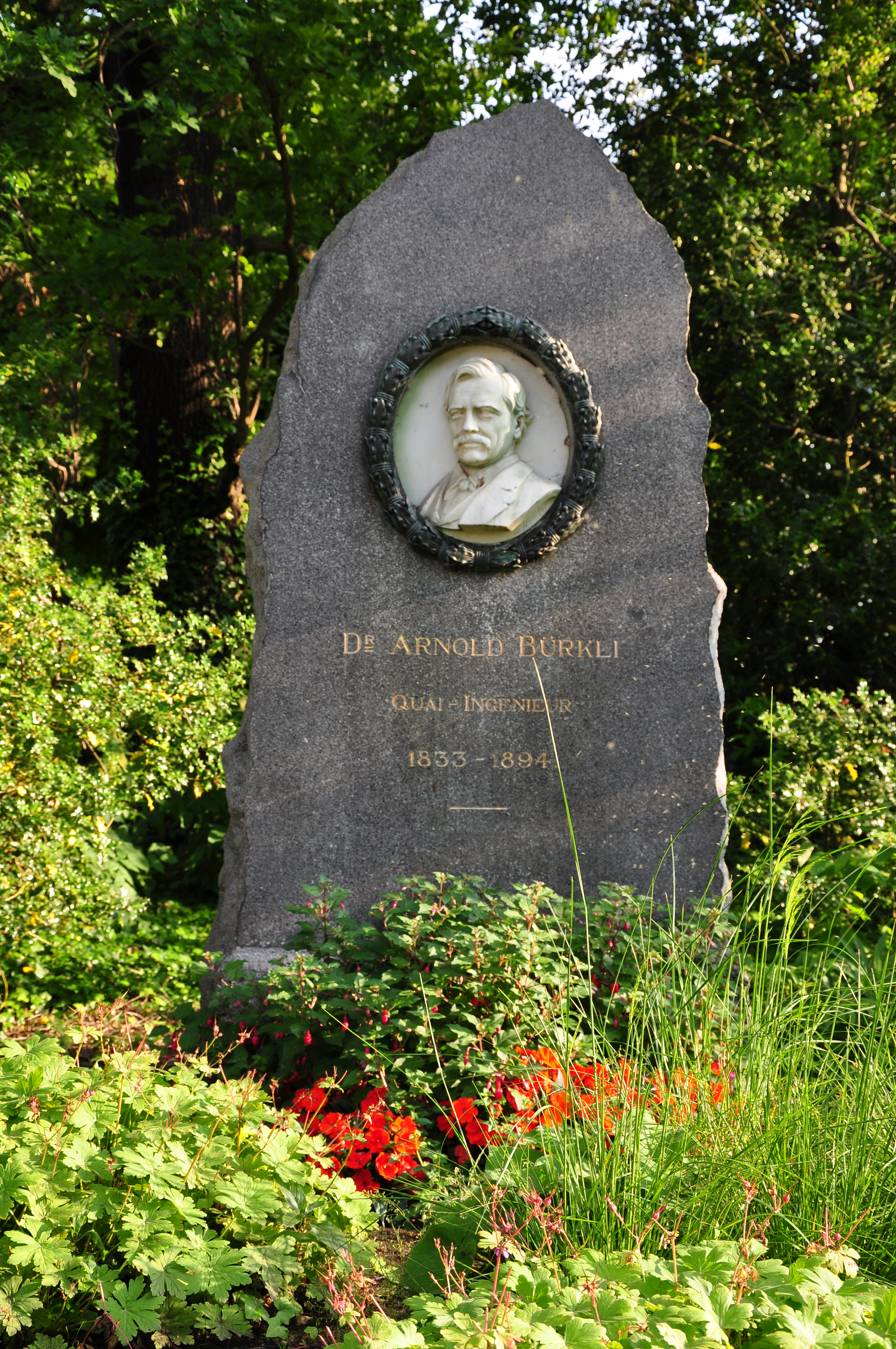
Arnold-Bürkli-Gedenkstein von Baptist Hörbst in dem von ihm geschaffenen Arboretum Zürich

1863 erarbeitete Bürkli eine Bauordnung für die neuen Stadtquartiere. Nach der Cholera-Epidemie führte er 1867 bis 1873 eine Abfuhrwesen- und Kloakenreform durch und schuf die städtische Wasserversorgung. Als Experte für die Trinkwasserversorgung war Bürkli auch in Luzern, Basel, Schaffhausen, Glarus, Neuenburg, Genf sowie in Wien, Bukarest und italienischen Städten tätig. Berühmt wurde Bürkli als leitender Ingenieur der «Quaibaukommission» der Gemeinden Enge, Zürich und Riesbach (1882–1887). Noch heute liegt in Zürich die von 1882 bis 1887 entlang dem Seeufer errichtete durchgehende Uferpromenade mit Alleen, Wiesen und Parks, für deren Bau Bürkli verantwortlich war. Im Zentrum der Promenade liegt der 1908 zu seinen Ehren benannte Bürkliplatz.
Als 1890 der Belvoirpark zum Verkauf ausgeschrieben werden sollte, initiierte Arnold Bürkli die Gründung der Belvoir-Park-Gesellschaft zur Rettung des Parks.
Von 1869 bis 1885 war Bürkli Präsident des kantonalen und von 1876 bis 1893 des Schweizerischen Ingenieur- und Architektenvereins (SIA). In seinen neun Amtsjahren als Zürcher Kantonsrat und Nationalrat für den Freisinn erarbeitete er als Kommissionspräsident zahlreiche neue Baugesetze und galt als Experte in Fragen des Wasserbaus.
Arnold Bürkli wurde 1883 für seine Verdienste um die Stadtsanierungen zum Ehrendoktor der medizinischen Fakultät der Universität Zürich ernannt. Sein Grab liegt auf dem Friedhof Sihlfeld.

## Ehrungen

Schiffländen, Bürkliterrasse, Bürkliplatz und Stadthausanlage, Gebäude der Schweizerischen Nationalbank aus der Luftperspektive

Der Bürkliplatz in Zürich wurde nach ihm benannt.